# کایو بلات
کایو بلات (انگلیسی: Caio Blat؛ زادهٔ ۲ ژوئن ۱۹۸۰) یک هنرپیشه اهل برزیل است.